# Enrico Santoro
Enrico Santoro (nascido a 18 de setembro de 1932) foi um político italiano que serviu como Presidente da Câmara de Isernia entre 1965 e 1972, e posteriormente Presidente de Molise de 1990 a 1992.